# 피아노 협주곡 1번 (베토벤)
《피아노 협주곡 1번 다장조, 작품 번호 15》은 루트비히 판 베토벤에 의해 쓰인 피아노 협주곡이다.

## 개요
하이든의 수하에서 본격적으로 작곡을 배우기 위해 1792년에 본에서 빈으로 자리를 옮긴 베토벤은 《교향곡 1번》을 발표하기 이전인 1798년에서 1801년 사이에 이 악곡을 썼다.
본에 거주하던 무렵부터 빈으로 이사한 지 얼마 되지 않은 시기에 걸쳐 베토벤은 피아노 협주곡에 관하여 총 세 개의 악곡을 작곡했다. 본 시대로부터 빈 시대에 걸쳐 쓰이고 나중에 《피아노 협주곡 2번》으로 출판되는 두 번째 피아노 협주곡 이후에 본 악곡(세 번째 피아노 협주곡)은 완성되고 있지만, 출판에 있어서는 반대로 본 악곡이 《피아노 협주곡 2번》보다 먼저 이루어졌기 때문에 《피아노 협주곡 1번》으로 세상에 내보내지는 결과가 되었다. 참고로 당시에 작곡된 세 개의 피아노 협주곡 중 가장 처음으로 작곡된 악곡은 본 시대에 쓰인 《피아노 협주곡 마장조, WoO 4》이다.
초고의 악보는 1795년 3월에 완성되고 있다. 공개 초연은 같은 달 29일에 빈의 부르크 극장에서 작곡자인 베토벤의 피아노 독주와 안토니오 살리에리의 지휘로 이루어졌다.
이후 이 악곡은 개정되어 《교향곡 1번》이 초연된 1800년 4월 2일의 연주회에서 다시 선보여졌다. 그리고 이듬해인 1801년에 다시 재구성되어 베토벤의 제자인 공주 안나 루이즈 바바라 오데스칼치(네 폰 케글레비치 백작 부인)에의 헌정과 함께 빈의 타르퀴니오 몰로 출판사를 통해 출판되었다.

## 악기 편성
작품은 소나타 형식의 협주곡 변종을 고수하며, 독주 피아노와 플루트, 오보에 2개, 클라리넷 2개, 바순 2개, 호른 2개, 트럼펫 2개, 팀파니, 현악합주단으로 구성된 오케스트라를 위해 작곡되었다. 플루트, 오보에, 트럼펫, 팀파니는 2악장 동안 긴 휴식을 갖는다.
| 독주 악기 | 독주 악기 | 오케스트라 | 오케스트라 | 오케스트라   | 오케스트라 | 오케스트라 | 오케스트라 | 오케스트라  | 오케스트라  |
| 독주 악기 | 독주 악기 | 목관 악기  | 목관 악기  | 금관 악기    | 금관 악기  | 타악기     | 타악기     | 현악 합주단 | 현악 합주단 |
| --------- | --------- | ---------- | ---------- | ------------ | ---------- | ---------- | ---------- | ----------- | ----------- |
| 피아노    | ●         | 플루트     | 1          | 호른         | 2          | 팀파니     | ●          | 제1바이올린 | ●           |
| 기타      |           | 오보에     | 2          | 트럼펫       | 2          | 기타       |            | 제2바이올린 | ●           |
| 기타      | 클라리넷  | 2          | 기타       |              | 비올라     | 기타       | ●          |             |             |
| 기타      | 바순      | 2          | 기타       | 첼로         | ●          | 기타       |            |             |             |
| 기타      | 기타      |            | 기타       | 콘트라베이스 | ●          | 기타       |            |             |             |

## 악장 구성
작품은 《피아노 협주곡 2번》과 마찬가지로 모차르트와 하이든의 양식에 대한 베토벤의 동화를 반영하는 반면, 급격한 화성 변화는 베토벤만의 음악적 개성을 보여준다. 악장은 전 세 개로 구성되어 있으며, 총 연주 소요 시간은 약 35분 정도이다.

### 제1악장. 알레그로 콘 브리오
다장조, 4/4 박자, 협주적 소나타 형식. 14분에서 18분 정도 소요.
《피아노 소나타 21번 "발트슈타인"》과도 연결되는 명랑하고 활발한 분위기의 악장이다.
우선, 조용하게 제1주제가 등장하고, 그 뒤 이 주제가 당당하게 다시 제시된다(여기에서는 모차르트의 영향이 느껴지지만, 나란한조의 내림마장조를 채용하는 점에 낭만적인 싹이 인정된다). 팀파니나 트럼펫이 들어가면 군대풍의 분위기가 된다. 제2주제는 대조를 이루며 흐르듯이 하강해 가는 부드러운 선율의 것이다. 다시 군대풍의 분위기로 돌아가서 일단락 지으면, 독주의 피아노가 들어오는데, 이 도입부에는 새로운 선율이 흘러나온다. 그 다음에는 제1, 2주제가 등장한다. 172마디째 오른손 3박째의 f6#은 자필보에서는 #가 쓰여있지 않고 f6으로 되어 있는데, 이것이 의도적으로 당시 피아노 음역에 맞춘 것인지, 아니면 단순하게 잘못 쓴 것인지 알 수는 없다. 다만, 재현부의 프레이즈와 대조해 #로 연주하는 것이 조성적으로도 자연스럽기 때문에 초판부터 f6#로 기보되었다. 그러나 안드라스 쉬프처럼 f6으로 쳐야 한다고 주장하는 연주자도 있다.
전개부는 조금 어두운 분위기가 되어, 심사숙고 하는 느낌의 것이다.
재현부는 피아노 독주로 시작하며(재현부의 앞의 피아노 독주 이행부는 연주가 매우 곤란하지만, 연주시에는 종종 오른손 만의 글리산도로 연주된다), 재차 활발한 분위기로 돌아온다.
재현부 이후에는 카덴차를 두고 있는데, 이 카덴차는 베토벤에 의해 쓰인 세 개의 작품이 있다. 하지만 모두 《피아노 협주곡 3번》과 같이 연주자에게 맡기는 전통적인 형태의 것이 되고 있다. 본래 연주자의 자유인 카덴차에까지 작곡자의 강한 의지를 관철하고 있는 것은 《피아노 협주곡 5번 "황제》에 있어서이다.
카덴차 이후의 코다에서는 독주가 나오지 않고 오케스트라의 연주만으로 곡이 끝맺어진다. 이러한 특징은 바로 다음의 장르 일련번호를 갖는 베토벤의 다른 작품 《피아노 협주곡 2번》에서도 볼 수 있다. 그러나 그 이후에 작곡한 피아노 협주곡들에서는 카덴차가 끝난 후에도 독주가 오케스트라와 함께 들어와서 종지를 맺는 모습으로 변화한다.

### 제2악장. 라르고
내림가장조, 4/4 박자, 세도막 형식, 10분 정도 소요.
시적인 아름다움이 있는 차분한 완서악장으로, 화려한 분위기를 갖고 있는 양단의 악장과 좋은 대조를 이루고 있다. 많은 느린 악장처럼 세도막(ABA) 형식을 갖추고 있으며, 악장의 시작 A섹션에서는 중간 B섹션에서 전개되는 몇 가지 주제를 제시하고 있다. 악장의 곳곳에서는 피아노의 화려한 음계 진행을 도입하고 있으며, 플루트와 오보에가 쉬고 클라리넷이 활약한다. 중간부의 독주 피아노의 움직임에는 환상곡을 연상시키는 부분이 있다.
작품은 전체적으로 고전주의적인 구성을 갖고 있지만, 이 악장 등을 듣고 있을 때에는 낭만파적인 분위기도 충분히 느껴진다.

### 제3악장. 론도. 알레그로 스케르찬도
다장조, 2/4 박자, 론도 소나타 형식, 8분에서 9분 정도 소요.
스케르초풍의 론도 악장이다. 독주 피아노와 오케스트라가 교감 속에 활기한 연출로 흥정하듯 나아가고 있으며, 전체적으로 넘치고 젊은 스피드감이 매우 매력적으로 다가온다.
마지막의 베토벤 특유의 팀파니 연타는 음악사적으로도 중요한, 사상 최초의 타악기 솔로에 의한 연주이다.
이 악장에서는 베토벤 스스로 작곡한 카덴차가 제457마디, 제485마디에 놓여져 있지만, 두 번째의 것은 거의 연주되지 않는다.

## 대체 카덴차
빌헬름 켐프는 첫 악장과 마지막 악장 모두를 위해 자신의 카덴차를 작곡했으며, 이를 작품의 다양한 녹음에서 연주했다. 글렌 굴드 또한 바거 앤 바클레이를 통해 출판된 자신의 카덴차를 작곡했으며, 이는 1996년에 EMI를 통해 라르스 포그트의 협연과 사이먼 래틀 지휘의 버밍엄 심포니 오케스트라에 의해 녹음되었다.

### 내용주
1. ↑  이 "두 번째 피아노 협주곡"에 관해서는, 실제로는 본 악곡의 작곡과 병행하여 쓰여졌다고도 알려져 있다.[2]
2. ↑   참고로, 세 개의  피아노 협주곡 중 최초로 작곡된 것은 본 시대에 쓰인 "피아노 협주곡 내림마장조, WoO 4"이다[1]